# Said El-Naggar
Said El-Naggar (* 1920; † 11. April 2004) war ein ägyptischer Hochschullehrer und Mitglied des WTO Appellate Body.

## Leben
El-Naggar wurde 1920 geboren. Er studierte Rechtswissenschaften an der Universität Kairo bis 1942. Er absolvierte ein weiterführendes Studium in Wirtschaft an der London University mit einem Masterabschluss 1948 und einem Doktortitel in 1951. Er arbeitete als Forscher an der University of Michigan und Gastprofessor in Princeton. Er wurde später Professor für Wirtschaft an der Universität Kairo.
Er war Teil der United Nations Conference on Trade and Development (UNCTAD), wo er 1965 Stellvertretender Direktor der Forschungsabteilung wurde. Er blieb in dieser Funktion sechs Jahre, bis er Vorsitzender des United Nations Economic and Social Office in Beirut wurde.
Im Jahr 1976 wurde er Executive Director der Weltbank als Repräsentant der arabischen Länder. Dies blieb er bis 1994, wo er als Professor Emeritus an die Universität Kairo zurückkehrte. Seit 1991 war er Präsident des New Civic Forum, einer NGO, die sich für soziale, wirtschaftliche und politische Freiheit in Ägypten einsetze.
Er wurde im Dezember 1995 zum Mitglied des WTO Appellate Body gewählt und seine Amtszeit, die im Dezember 1999 verlängert wurde, ging bis zum 31. März 2000. Während dieser Zeit war er Teil von 12 Verfahren vor dem Gericht. Nach seinem Ausscheiden war er noch Mitglied im Panel in Korea — Measures Affecting Trade in Commercial Vessels. Er verstarb am 11. April 2004, während das Verfahren in diesem Fall noch andauerte.
Im Laufe seiner Karriere publizierte El-Naggar zahlreiche Bücher, Buchbeiträge und Artikel. Sein Buch Industrialisation and Income aus dem Jahr 1952, war eine detaillierte Untersuchung der ägyptischen Wirtschaft. Dieses Buch gilt als eine der ersten professionellen Untersuchungen der Wirtschaft des Mittelmeerstaates. Die Arbeit El-Naggars wird als kohärente Argumentation beschrieben, die ein Vorschlag für ein Export orientiertes Wachstum darstellt.